# Saint-Georges-lès-Baillargeaux
 Saint-Georges-lès-Baillargeaux  es una población y comuna francesa, situada en la región de Poitou-Charentes, departamento de Vienne, en el distrito de Poitiers y cantón de Saint-Georges-lès-Baillargeaux.

## Demografía
| 1506 | 1542 | 2050 | 2447 | 2858 | 3176 |
| Para los censos de 1962 a 1999 la población legal corresponde a la población sin duplicidades (Fuente: INSEE [Consultar]) |      |      |      |      |      |